# Byplayers
《Byplayers》是由東京電視臺和TBS Sparkle（原Dreamax電視臺）共同製作的電視連續劇，在東京電視臺網絡上播出。Byplayer指的是配角。
第一系列《Byplayers：如果這6名配角共同生活的話》（バイプレイヤーズ～もしも6人の名脇役がシェアハウスで暮らしたら～），於2017年1月14日（13日）起在Drama 24（日本時間每周五午夜0:12-0:52）播出。 它從1月14日（13日午夜）到4月1日（3月31日午夜）播出。 該片由遠藤憲一、大杉漣、田口トモロヲ、寺島進、松重豊、光石研主演。 主要導演和編劇是松井大悟。 
第二系列《Byplayers 2：如果名配角在TV東晨間劇裏挑戰無人島生活的話》（バイプレイヤーズ～もしも名脇役がテレ東朝ドラで無人島生活したら～）在2018年2月7日至3月7日的每周三21:54 - 22:48播出。 該片由遠藤憲一、大杉漣、田口トモロヲ、松重豊、光石研主演。 扮演茉莉花的北香那繼續作為常客出現，但寺島進由於與其他日程安排有沖突而沒有出現。在播出期間，大杉在同年2月21日錄製中突然去世，這使得该作成为他電視劇領域的遺作。
第三系列《Byplayers 3：名配角的森林100日》（バイプレイヤーズ 〜名脇役の森の100日間〜）於2021年1月9日（1月8日午夜）至3月27日（3月26日午夜）在Drama 24時段（周六0:12 - 0:55（周五午夜））播出。 它由遠藤憲一、田口トモロヲ、松重豊、光石研主演，
2021年4月9日《Byplayers：如果100名配角一起拍電影》（バイプレイヤーズ 〜もしも100人の名脇役が映画を作ったら〜）的電影版在影院上映。